# Dedric Willoughby
Dedric Demond Willoughby (Nueva Orleans, Luisiana, 27 de mayo de 1974-19 de julio de 2023) fue un jugador de baloncesto estadounidense que disputó una temporada en la NBA, además de jugar en la liga italiana y la liga australiana. Con 1,91 metros de estatura, jugaba en la posición de base.

## Trayectoria deportiva

### Universidad
Jugó dos temporadas con los Privateers de la Universidad de Nueva Orleans, siendo transferido en 1994 a los Cyclones de la Universidad Estatal de Iowa, donde jugó dos temporadas más, promediando en total 15,7 puntos, 3,2 rebotes y 1,8 asistencias por partido. En 1996 fue elegido Debutante del Año y en el mejor quinteto de la Big-8 Conference, y al año siguiente repetiría en el mejor quinteto en la reconvertida Big 12 Conference.

### Profesional
Tras no ser elegido en el Draft de la NBA de 1997, fichó por el Viola Reggio Calabria de la liga italiana, con los que jugó una temporada en la que promedió 18,6 puntos y 3,5 rebotes por partido. Al año siguiente firmó con el Scaligera Verona, jugando 19 partidos en los que promedió 15,1 puntos y 2,6 rebotes.
En 1999 ficha como agente libre por los Chicago Bulls por diez días, siendo repescado una semana después de que expirase su contrato. Jugó 25 partidos en los que promedió 7,6 puntos y 2,6 asistencias. Tras su paso por los Bulls, regresó a Italia para jugar en el Basket Livorno de la Serie A2, disputando sólo 8 partidos, en los que promedió 8,5 puntos y 2,4 rebotes.
Antes de retirarse, jugó un único partido con los Sydney Kings de la liga australiana ante los Brisbane Bullets, en el que consiguió 9 puntos y 5 asistencias.

## Fallecimiento
Willoughby falleció el 19 de julio de 2023, a los 49 años de edad. Sufrió un ataque al corazón durante un partidillo de baloncesto en Atlanta.

## Estadísticas de su carrera en la NBA

### Temporada regular
| Temporada | Edad | Equipo        | Liga | P  | TIT | MIN  | TC  | TCA | %TC  | 3P  | 3PA | %3P  | TL  | TLA | %TL  | R.OF. | R.DEF. | REB | ASIS | ROB | TAP | PER | FP  | PTS |
| 1999-00   | 25   | Chicago Bulls | NBA  | 25 | 1   | 20.3 | 2.4 | 7.2 | .341 | 1.2 | 3.9 | .296 | 1.6 | 2.0 | .765 | 0.4   | 1.6    | 2.0 | 2.6  | 0.9 | 0.1 | 1.5 | 1.3 | 7.6 |
| Total     |      |               | NBA  | 25 | 1   | 20.3 | 2.4 | 7.2 | .341 | 1.2 | 3.9 | .296 | 1.6 | 2.0 | .765 | 0.4   | 1.6    | 2.0 | 2.6  | 0.9 | 0.1 | 1.5 | 1.3 | 7.6 |